# 1822
1822 (MDCCCXXII) byl rok, který dle gregoriánského kalendáře započal úterým.

## Události
- 1. ledna – Národní shromáždění v řeckém Epidauru formálně vyhlásilo nezávislost První Helénské republiky na Osmanské říši.
- 21. července – Agustín de Iturbide byl korunován jako první císař Mexického císařství.
- 7. září – Petr I. Brazilský vyhlásil nezávislost Brazilského císařství na Portugalsku.
- 1. října – Král Jan VI. se vrátil z brazilského exilu a v Portugalsku schválil novou ústavu o konstituční monarchii.
- 20. října–14. prosince – Kongres v italské Veroně za účasti Františka I., Klemense Metternicha, Alexandra I., Fridricha Viléma III., Ferdinanda I., Arthura Wellesleyho a Françoise de Chateaubriand o řecké deklaraci nezávislosti, intervenci ve Španělsku a rakouské okupaci Piemontu.
- V pražském Karlíně byl vybudován první obchodní přístav.

### Probíhající události
- 1817–1864 – Kavkazská válka
- 1821–1829 – Řecká osvobozenecká válka

## Vědy a umění
- 1. prosince - Jedenáctiletý Franz Liszt má svůj klavírní debut ve Vídni, kde doprovázel zpěvačku Isabellu Colbran
- Otevřeno sedmé divadlo v Čechách v Litoměřicích.
- Britský lékař a amatérský paleontolog Gideon Mantell na jaře tohoto roku objevil a ve svém díle poprvé vyobrazil zkameněliny dinosaura (rod Iguanodon). Popsán byl však až jako druhý dinosaurus v historii v roce 1825.
- Francouzský archeolog a zakladatel egyptologie Jean-François Champollion rozluštil pomocí Rosettské desky hieroglyfy.
- Anglický matematik a vynálezce Charles Babbage poprvé popsal a začal konstruovat počítaci stroj.
- Německý výrobce hudebních nástrojů Friedrich Buschmann začal v Berlíně stavět první akordeony. Své nástroje označoval jménem Handäoline.

## Narození

### Česko

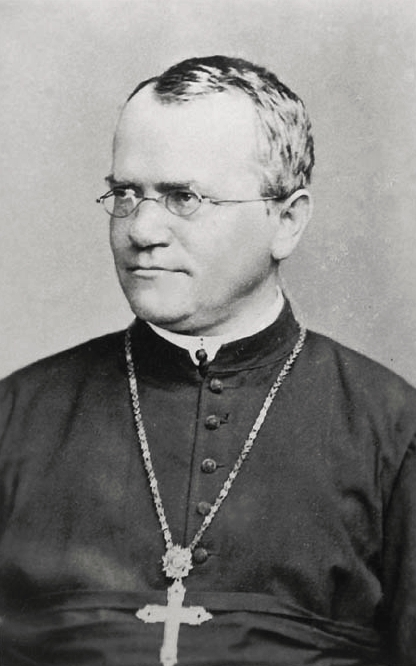
Gregor Mendel (* 22. července)

- 08. února – Viktor Brázdil, moravský poslanec Říšské rady († 26. února 1872)
- 17. února – Magnus Knappe, první baptistický misionář na českém území († 25. listopadu 1910)
- 02. března – Karel Čulík, poslanec Českého zemského sněmu († 24. května 1912)
- 18. března – Eduard Tichy, obchodník, podnikatel a divadelní ředitel německého původu († 26. března 1891)
- 04. dubna – Franz Adamczik, poslanec Moravského zemského sněmu († 28. srpna 1871)
- 23. dubna – Vojtěch Ignác Ullmann, architekt († 17. září 1897)
- 10. května – Jan Izák, poslanec Moravského zemského sněmu († 15. května 1898)
- 23. května – Jan Stöhr, poslanec Českého zemského sněmu († 3. května 1899)
- 28. května – František Hauser, učitel, varhaník, dramatik, hudební skladatel († 2. října 1892)
- 18. června – František Skopalík, vlastivědný pracovník, písmák a politik († 2. března 1891)
- 09. července – Jan Vlk, právník, buditel a básník († 31. července 1896)
- 12. července – Alois Oliva, pražský obchodník, politik a mecenáš († 21. prosince 1899)
- 18. července – Mathias Köpel, rakouský politik a poslanec Českého zemského sněmu († 28. září 1901)
- 20. července – Gregor Mendel, zakladatel genetiky († 6. ledna 1884)
- 25. července – Josef Bitterlich, poslanec Českého zemského sněmu († 22. července 1889)
- 26. července – Josef Adolf Bergmann, kantor a hudební skladatel († 22. února 1901)
- 31. července – Eliška Zöllnerová, divadelní herečka a tanečník († 25. července 1911)
- 24. srpna – Benjamin Košut, evangelický teolog, duchovní, spisovatel a publicita († 25. dubna 1898)
- 27. srpna – Friedrich Tietz, poslanec Českého zemského sněmu († 18. června 1904)
- 02. září
  - Josef Uhlíř, středoškolský profesor a básník († 9. prosince 1904)
  - Josef Antonín Šrůtek, římskokatolický kněz, překladatel, spisovatel, novinář († 21. června 1901)
- 05. září – František Čermák, malíř, profesor a rektor pražské Akademie († 4. května 1884)
- 08. září – František Šípek, poslanec Českého zemského sněmu († 8. července 1871)
- 12. září – Jindřich Fügner, spoluzakladatel Sokola († 15. listopadu 1865)
- 25. září – Fridolin Wilhelm Volkmann, filozof a psycholog († 1. ledna 1877)
- 02. října – Josef Schier, podnikatel a politik, poslanec Českého zemského sněmu († 1906)
- 03. října – Jaromír Mundy, šéflékař maltézského řádu v Českém velkopřevorství († 2. srpna 1894)
- 05. října – Václav František Bambas, filolog a překladatel († 16. ledna 1904)
- 15. října – Terezie Herbersteinová, česko-rakouská šlechtična z rodu Ditrichštejnů († 12. března 1895)
- 07. listopadu – Robert Lichnovský z Voštic, kanovník olomoucké kapituly († 25. ledna 1879)
- 19. listopadu – Laurenz Hafenrichter, římskokatolický kněz německé národnosti, středoškolský profesor a politik († 5. března 1898)
- 04. prosince – Josef Seifert, generální vikář litoměřické diecéze († 21. dubna 1904)
- 07. prosince – Ignác Šustala, podnikatel († 29. ledna 1891)
- 23. prosince – Anton Görner, poslanec Českého zemského sněmu († 3. srpna 1885)
- 30. prosince
  - Karel Leopold Klaudy, pražský primátor († 11. února 1894)
  - Josef Fürth, podnikatel a politik židovského původu († 28. dubna 1892)
- neznámé datum
  - 16. února nebo 8. dubna – Anna Forchheimová-Rajská, herečka († 3. prosince 1903)
  - František Šípek, poslanec Českého zemského sněmu († 1871)
  - Josef Turba, architekt, autor první série nádražních normálií († 14. května 1892)

### Svět

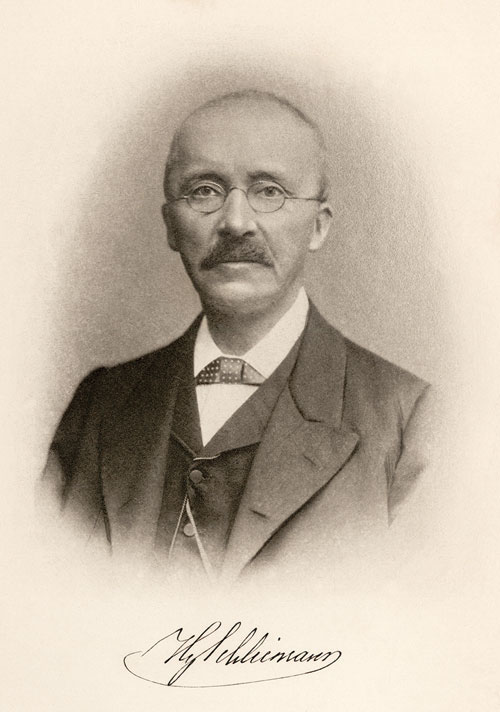
Heinrich Schliemann (* 6. ledna)

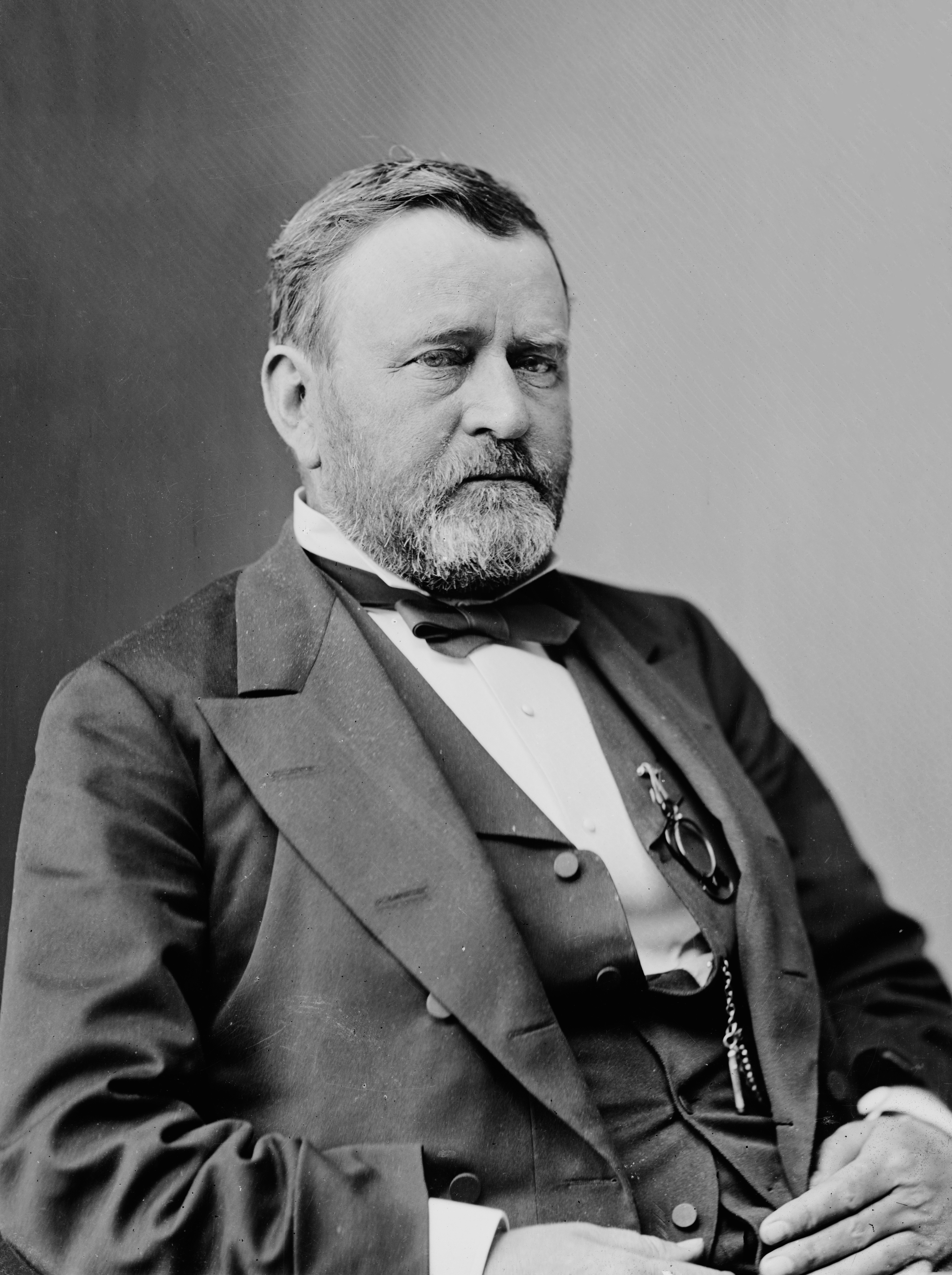
Ulysses S. Grant (* 27. dubna)

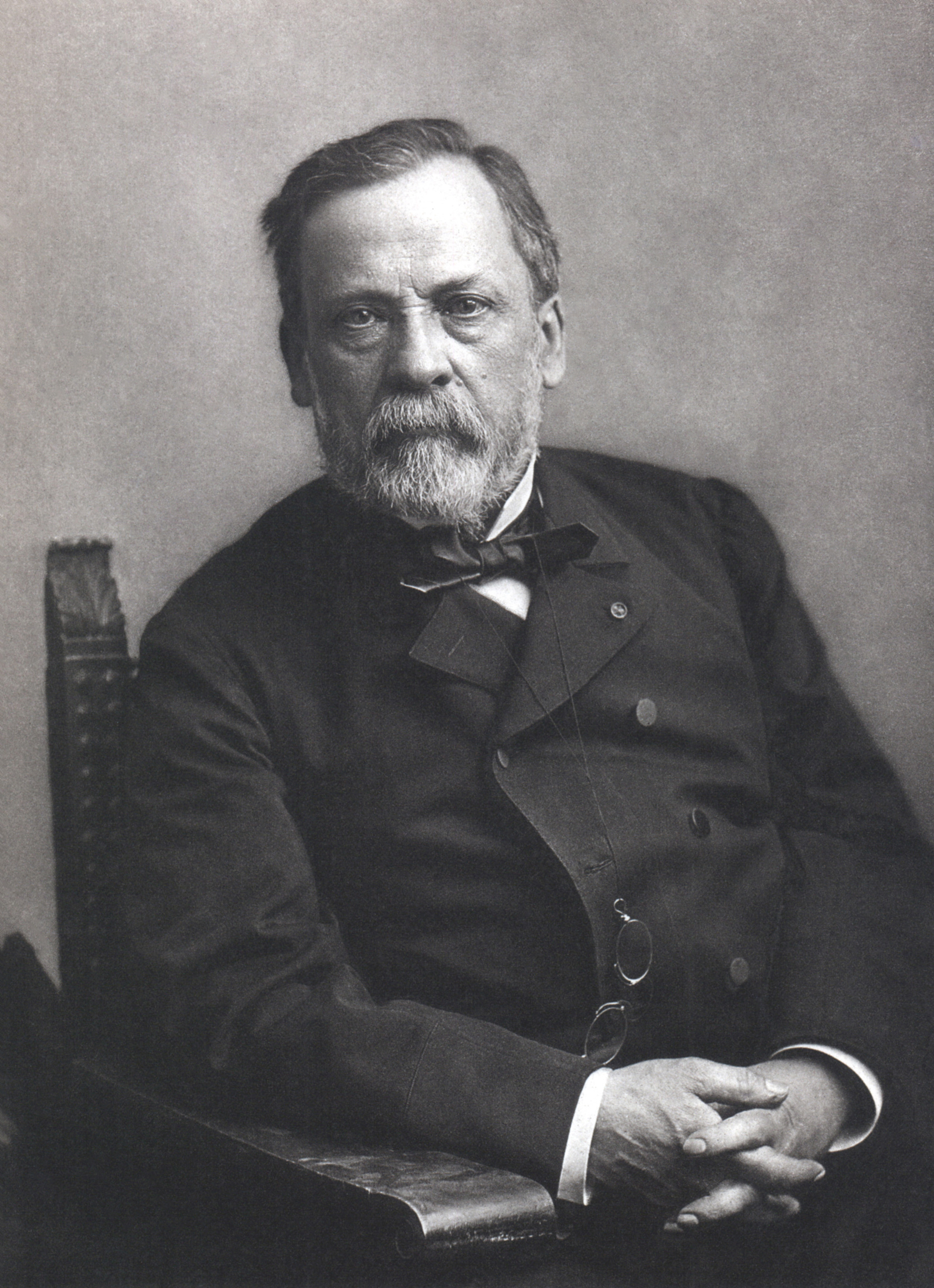
Louis Pasteur (* 27. prosince)

- 02. ledna – Rudolf Clausius, německý matematik a fyzik († 24. srpna 1888)
- 06. ledna
  - Heinrich Schliemann, německý podnikatel a archeolog († 26. prosince 1890)
  - Menyhért Lónyay, uherský šlechtic a politik († 3. listopadu 1884)
- 07. ledna – Adolf von Riese-Stallburg, rakouský šlechtic († 18. prosince 1899)
- 08. ledna
  - Carlo Alfredo Piatti, italský violoncellista, hudební skladatel a pedagog († 18. července 1901)
  - Jan Wjela, lužickosrbský spisovatel († 19. ledna 1907)
- 11. ledna – Alfred Hausner, rakouský podnikatel a politik polské národnosti z Haliče († 16. února 1887)
- 12. ledna – Étienne Lenoir, francouzský vynálezce a obchodník († 7. srpna 1900)
- 16. ledna
  - Jindřich Evžen Francouzský, vévoda z Aumale († 7. května 1897)
  - Alfred Bernier, francouzský lodní lékař a fotograf († 19. dubna 1900)
- 20. ledna – Ernst Leopold von Kellersperg, rakouský šlechtic a politik († 22. dubna 1879)
- 23. ledna – Heinrich Brunn, německý archeolog († 23. července 1894)
- 28. ledna
  - Alexander Mackenzie, premiér Kanady († 17. dubna 1892)
  - Christian Kinsky, rakouský šlechtic († 1. září 1894)
- 30. ledna – Franz von Hauer, rakouský geolog a paleontolog († 20. března 1899)
- 04. února – Euzebiusz Czerkawski, rakouský politik z Haliče († 22. září 1896)
- 07. února – Joaquín Gaztambide, španělský skladatel († 18. března 1870)
- 08. února – Maxime Du Camp, francouzský spisovatel, žurnalista a fotograf († 9. února 1894)
- 14. února – Viktorie Sasko-Kobursko-Kohárská, vévodkyně z Nemours († 10. prosince 1857)
- 16. února – Sir Francis Galton, anglický vědec († 17. ledna 1911)
- 19. února – Antonio Bajamonti, rakouský politik italské národnosti z Dalmácie († 13. ledna 1891)
- 20. února – Augusta Nielsenová, dánská baletka († 29. března 1902)
- 21. února – Richard Bourke, 6. hrabě z Mayo, britský státník († 8. února 1872)
- 22. února – Rudolph Garrigue, německo-americký knihkupec a otec manželky prezidenta Tomáše Garrigue Masaryka († 28. září 1891)
- 23. února – Giovanni Battista de Rossi, italský archeolog († 20. září 1894)
- 24. února – Adam Józef Potocki, rakouský šlechtic a politik polské národnosti z Haliče († 15. června 1872)
- 03. března – Josef Messner, německý spisovatel a básník († 4. ledna 1862)
- 04. března – Jules Antoine Lissajous, francouzský matematik († 24. června 1880)
- 06. března – Harriet Tubmanová, americká černošská abolicionistka a filantropka († 10. březen 1913)
- 07. března
  - Alexander Ver Huell, nizozemský ilustrátor († 28. května 1897)
  - Victor Massé, francouzský hudební skladatel († 5. července 1884)
- 08. března – Ignacy Łukasiewicz, polský lékárník, chemik a vynálezce († 7. ledna 1882)
- 11. března
  - Januárie Marie Brazilská, brazilská princezna a portugalská infantka († 13. března 1901)
  - Joseph Bertrand, francouzský matematik († 5. dubna 1900)
- 12. března
  - Toma Poljanskyj, rakouský řeckokatolický kněz, pedagog a politik z východní Haliče († 3. června 1886)
  - Jozef Karol Viktorin, slovenský kněz, národní buditel, vydavatel slovenské literatury († 21. červenec 1874)
- 14. března – Tereza Marie Neapolsko-Sicilská, poslední brazilská císařovna(† 28. prosince 1889)
- 22. března – Maria Rosalia Bonheur, francouzská malířka († 25. května 1899)
- 25. března – Albrecht Ritschl, německý evangelický teolog († 20. března 1889)
- 27. března – Henri Murger, francouzský spisovatel († 28. ledna 1861)
- 31. března – Dmitrij Vasiljevič Grigorovič, ruský spisovatel († 3. ledna 1900)
- 02. dubna – Luis Sáenz Peña, argentinský politik a právník († 4. prosince 1907)
- 06. dubna – Giacomo Brogi, italský fotograf († 29. listopadu 1881)
- 09. dubna – Konstanty Czartoryski, rakouský politik z Haliče († 31. října 1891)
- 13. dubna – Cezary Emil Haller von Hallenburg, rakouský politik polské národnosti z Haliče († 9. července 1915)
- 16. dubna – Karl Theodor Robert Luther německý astronom († 15. února 1900)
- 18. dubna – Georg Lienbacher, rakouský politik a poslanec Říšské rady († 14. září 1896)
- 21. dubna – Hannibal Goodwin, americký duchovní, vynálezce a fotograf († 31. prosince 1900)
- 24. dubna – Janko Kráľ, básník, slovenský národní buditel († 23. května 1876)
- 25. dubna – Lev Alexandrovič Mej, ruský básník, prozaik, dramatik a překladatel († 28. května 1862)
- 26. dubna
  - Marie Karolína Salernská, královna Obojí Sicílie († 6. prosince 1869)
  - Frederick Law Olmsted, americký architekt, publicista a ochránce přírody († 28. srpna 1903)
- 27. dubna
  - Ján Palárik, slovenský katolický kněz, spisovatel-dramatik († 7. prosince 1870)
  - Ulysses S. Grant, 18. prezident Spojených států amerických, († 23. července 1885)
- 28. dubna – Hugues Merle, francouzský malíř († 16. března 1881)
- 01. května – Julius von Haast, německo-novozélandský geolog a přírodovědec († 16. srpna 1887)
- 03. května – István Bittó, uherský politik a předseda vlády († 7. březen 1903)
- 04. května
  - Leopold Friedrich von Hofmann, ministr financí Rakouska-Uherska († 24. října 1885)
  - Robert Peel, britský politik († 9. května 1895)
- 13. května – František Cádizský, manžel španělské královny Isabely II. († 17. dubna 1902)
- 15. května – Jan Tomuś, rakouský politik ukrajinského původu († ?)
- 16. května – Johann Fleckh, rakouský právník, jazykovědec a politik († 27./28. února 1876)
- 18. května – Mathew Brady, americký novinářský fotograf († 15. ledna 1896)
- 20. května – Frédéric Passy, francouzský politik a ekonom († 12. června 1912)
- 24. května – Šime Ljubić, chorvatský katolický kněz, teolog, archeolog, historik, politik († 19. října 1896)
- 26. května
  - Augusta Reuss Köstritz, meklenbursko-zvěřínská vévodkyně († 3. března 1862)
  - Edmond de Goncourt, francouzský spisovatel, literární kritik a vydavatel († 16. červenec 1896)
- 27. května – Louis Bouilhet, francouzský dramatik a básník († 18. července 1869)
- 31. května – Rafael Hernando, španělský hudební skladatel († 10. července 1888)
- 01. června
  - Clementina Hawarden, britská portrétní fotografka († 19. ledna 1865))
  - Ján Francisci-Rimavský, slovenský spisovatel a politik († 7. března 1905)
- 02. června – John Spencer-Churchill, 7. vévoda z Marlborough, britský státník a šlechtic († 5. července 1883)
- 03. června – Adelheid Rakouská, královna Sardinie († 20. ledna 1855)
- 13. června – Maria Adelsheimová-Popovičová, uherská herečka a divadelní pedagožka († 13. února 1875)
- 20. června – Arthur A. Denny, jeden ze zakladatelů města Seattle († 9. ledna 1899)
- 21. června – Arsène Garnier, francouzský fotograf († 12. září 1900)
- 22. června – Alfonso Corti, italský lékař, anatom a histolog († 2. října 1876)
- 03. července – Leonhard Jarosch, rakouský soudce a politik z Haliče († leden 1886)
- 04. července – Julian Dunajewski, předlitavský ekonom a politik († 27. prosince 1907)
- 07. července – Heinrich Ferstel, rakouský architekt († 14. července 1883)
- 19. července – Augusta z Cambridge, členka britské královské rodiny a meklenbursko-střelická vévodkyně († 5. prosince 1916)
- 24. července – Dinko Vitezić, rakouský právník a politik chorvatské národnosti († 25. prosince 1904)
- 25. července – Victor Franck, francouzský fotograf († 29. září 1879)
- 29. července – Alfred Potocki, rakousko-uherský šlechtic a předlitavský politik († 18. května 1889)
- 04. srpna – Vladimír Logothetti, rakousko-uherský důstojník, politik († 7. prosince 1892)
- 06. srpna – Karl Pirko, rakouský politik a poslanec Říšské rady († 22. prosince 1893)
- 09. srpna – Jacob Moleschott, nizozemsko-italský fyziolog († 20. květen 1893)
- 10. srpna – Ján Kalinčiak, slovenský spisovatel a básník († 16. června 1871)
- 12. srpna – Rodolphe Bresdin, francouzský grafik († 11. ledna 1885)
- 13. srpna – Heinrich Louis d'Arrest, německý astronom († 14. června 1875)
- 23. srpna – Peter le Page Renouf, britský egyptolog († 14. října 1897)
- 25. srpna – Ludomir Cieński, rakouský šlechtic a politik polské národnosti z Haliče († 21. února 1917)
- 02. září – Edward Gniewosz-Oleksów, rakouský politik polské národnosti z Haliče († 24. května 1906)
- 09. září – Napoleon Jérôme Bonaparte, nejmladší syn vestfálského krále Jérôma, nejmladšího bratra Napoleona Bonaparte († 17. března 1891)
- 10. září – John Adams Whipple, americký fotograf a vynálezce († 10. dubna 1891)
- 11. září – Olga Nikolajevna Romanovová, württemberská královna († 30. října 1892)
- 24. září – Mihael Hermann, rakouský politik slovinské národnosti († 15./16. prosince 1883)
- 29. září – Peter Michal Bohúň, slovenský malíř († 20. května 1879)
- 04. října – Rutherford B. Hayes, 19. prezident Spojených států († 17. ledna 1893)
- 07. října – Rudolf Leuckart, německý zoolog a parazitolog († 22. února 1898)
- 09. října – Jacques Antoine Charles Bresse, francouzský inženýr († 22. května 1883)
- 19. října – Louis Ménard, francouzský spisovatel, básník a intelektuál († 9. února 1901)
- 23. října – Josef von Eichhoff, rakouský šlechtic a politik († 17. listopadu 1897)
- 29. října – Mieczysław Halka-Ledóchowski, arcibiskup poznaňsko-hnězdenský, kardinál († 22. července 1902)
- 31. října – Francis Frith, anglický krajinářský fotograf († 25. února 1898)
- 01. listopadu – August Horislav Krčméry, slovenský evangelický kněz, publicista a hudební skladatel († 9. března 1891)
- 07. listopadu – Moritz Eigner, rakouský právník a politik († 25. března 1900)
- 10. listopadu – Napoleon Prato, rakouský politik italské národnosti († ?)
- 15. listopadu – Ferdinand Maria Savojsko-Carignanský, sardinský princ z rodu savojských († 10. února 1855)
- 19. listopadu – Karolína Augusta Rakousko-Toskánská, rakouská arcivévodkyně a toskánská princezna († 5. října 1841)
- 26. listopadu – Jakov Ignjatović, srbský spisovatel († 5. července 1889)
- 03. prosince – Korla Awgust Kocor, lužickosrbský hudební skladatel († 19. května 1904)
- 10. prosince – César Franck, belgicko-francouzský hudební skladatel a varhaník († 8. listopadu 1890)
- 11. prosince – Karl Heinrich Weizsäcker, německý protestantský teolog († 13. srpna 1899)
- 12. prosince – Aleksander Dworski, rakouský politik polské národnosti z Haliče († 29. března 1908)
- 13. prosince – Pierre Louis Pierson, francouzský fotograf († 1913)
- 22. prosince – Štefan Marko Daxner, slovenský šlechtic, politik, právník, ekonom a národní buditel († 11. dubna 1891)
- 24. prosince
  - Charles Hermite, francouzský matematik († 14. ledna 1901)
  - Matthew Arnold, anglický básník († 15. dubna 1888)
- 27. prosince
  - Michele Rapisardi, italský malíř († 19. prosince 1886)
  - Louis Pasteur, francouzský přírodovědec († 28. září 1895)
  - Franz Mayerhofer, rakouský podnikatel a politik († 1. října 1874)
- neznámé datum
  - Franciszek Hoszard, rakouský politik polské národnosti z Haliče († 14. prosince 1899)
  - Nikolaus Zulauf, rakousko-uherský diplomat († 18. února 1884)
  - Léopold Ernest Mayer, francouzský fotograf († 1895)
  - Michail Britnev, ruský podnikatel, stavitel lodí a tvůrce prvního ledoborce († 1889)
  - Anastas Karastojanov, bulharský tiskař a fotograf († 1880)
  - Rudý oblak, jeden z nejdůležitějších vůdců indiánského podkmene Oglala Lakota († 10. prosince 1909)
  - Edwin Smith, americký prodejce a sběratel starožitností († 27. dubna 1906)

## Úmrtí

### Česko
- 13. ledna – Jakub Wimmer, podnikatel, velkostatkář, mecenáš a dobrodinec (* 25. ledna 1754)
- 22. února – Johann Ignaz Walter, německý tenorista a hudební skladatel narozený v Čechách (* 31. srpna 1755)
- 06. dubna – František Xaver Partsch, hudební skladatel (* 30. ledna 1760)
- 17. dubna – Aleš Vincenc Pařízek, teolog a kanovník (* 11. listopadu 1748)
- 25. července – Ignác Cornova, kněz, historik kritické osvícenské orientace, básník (* 25. července 1740)
- 08. září – Josef Karel Ambrož, operní zpěvák a skladatel (* 6. května 1759)
- 15. prosince – Jan Jeltsch, kanovník litoměřické kapituly (* 9. ledna 1756)

### Svět

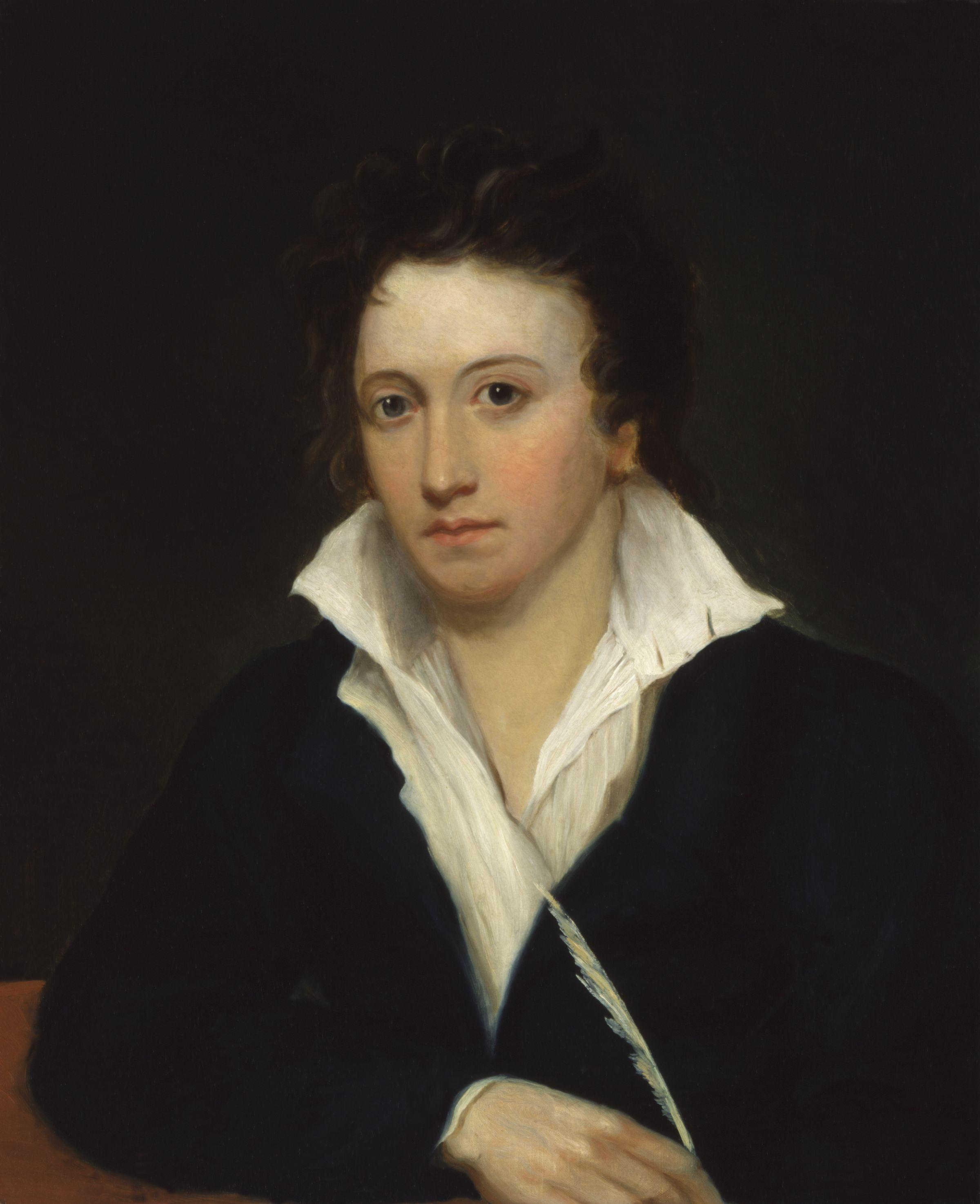
Percy Bysshe Shelley († 8. července)

- 10. ledna – Batilda Orleánská, francouzská princezna královské krve (* 9. července 1750)
- 24. ledna – Ali Paša Janinský, albánský šlechtic a vojenský velitel (* 1740)
- 10. února – Albert Kazimír Sasko-Těšínský, těšínský vévoda a mecenáš umění (* 11. června 1738)
- 22. února – Johann Ignaz Walter, německý tenorista a hudební skladatel narozený v Čechách (* 31. srpna 1755)
- 23. února
  - Johann Matthäus Bechstein, německý biolog, ornitolog, entomolog a lesník (* 11. července 1757)
  - Gregor Berzevici, jeden z prvních slovenských politických ekonomů (* 15. června 1763)
- 10. března – Józef Wybicki, polský právník, politik a spisovatel (* 29. září 1747)
- 17. dubna – Dmitrij Grigorjevič Levickij, rusko-ukrajinský malíř (* květen 1735)
- 19. dubna – Platon Zubov, ruský politik, carovrah (* 26. listopadu 1767)
- 10. května – Paolo Ruffini, italský matematik a filosof (* 22. září 1765)
- 17. května
  - Augustus Sasko-Gothajsko-Altenburský, německý vévoda (* 23. listopadu 1772)
  - Armand-Emmanuel du Plessis de Richelieu, francouzský a ruský státník, voják a šlechtic (* 25. září 1766)
- 03. června – René Just Haüy, francouzský mineralog (* 28. února 1743)
- 17. června – Francis Seymour-Conway, 2. markýz z Hertfordu, britský politik, dvořan a diplomat (* 12. února 1743)
- 25. června – Ernst Theodor Wilhelm Hoffmann, německý spisovatel a hudební skladatel (* 24. ledna 1776)
- 08. července – Percy Bysshe Shelley, anglický spisovatel (* 4. srpna 1792)
- 23. července – Hieronymus von Colloredo-Mansfeld, rakouský polní zbrojmistr (* 30. března 1775)
- 04. srpna – Kristjan Jaak Peterson, estonský básník (* 14. března 1801)
- 12. srpna – Robert Stewart, vikomt z Castlereaghu, britský ministr zahraničí (* 18. června 1769)
- 13. srpna – Jean-Robert Argand, francouzský matematik (* 18. července 1768)
- 19. srpna – Jean-Baptiste Joseph Delambre, francouzský astronom (* 19. září 1749)
- 25. srpna – William Herschel, britský astronom, skladatel a stavitel dalekohledů (* 15. listopadu 1738)
- 04. září – Václav Josef z Colloreda-Wallsee, rakouský polní maršál (* 15. října 1738)
- 10. září – Giovanni Battista Venturi, italský fyzik a vynálezce (* 11. září 1746)
- 13. října – Antonio Canova, italský sochař, představitel klasicismu (* 1. listopadu 1757)
- 02. listopadu – Ferdinand Ochsenheimer, německý herec, spisovatel a entomolog (* 17. března 1767)
- 06. listopadu – Claude Louis Berthollet, francouzský chemik (* 9. prosinec 1748)
- 17. listopadu – Joaquim Machado de Castro, portugalský sochař (* 19. června 1731)
- 22. listopadu – Johann Ludwig Alexander von Laudon, rakouský polní podmaršálek (* 10. ledna 1767)
- 26. listopadu – Karl August von Hardenberg, německý státník a reformátor Pruska (* 31. května 1750)
- 06. prosince – Karel z Auerspergu, rakouský polní podmaršálek (* 21. října 1750)
- neznámé datum
  - Jelizaveta Michajlovna Dolgorukovová, ruská šlechtična a básnířka (* 1769)
  - Ho Xuan Huong, vietnamská básnířka (* 1772)

## Hlavy států
- Francie – Ludvík XVIII. (1815–1824)
- Království obojí Sicílie – Ferdinand I. (1816–1825)
- Osmanská říše – Mahmut II. (1808–1839)
- Prusko – Fridrich Vilém III. (1797–1840)
- Rakouské císařství – František I. (1792–1835)
- Rusko – Alexandr I. (1801–1825)
- Spojené království – Jiří IV. (1820–1830)
- Španělsko – Ferdinand VII. (1813–1833)
- Švédsko – Karel XIV. (1818–1844)
- USA – James Monroe (1817–1825)
- Papež – Pius VII. (1800–1823)
- Japonsko – Ninkó (1817–1846)
- Lombardsko-benátské království – Rainer Josef Habsbursko-Lotrinský